# Università Kyorin
L'Università Kyorin (杏林大学?, Kyōrin Daigaku) è un'università situata a Mitaka, Tokyo, Giappone.

## Facoltà
- Mitaka Campus(Mitaka, Tokyo):Sede
  - Facoltà di Medicina
- Inokashira Campus(Mitaka, Tokyo)
  - Facoltà di Scienza della salute
  - Facoltà di Scienze sociali
  - Facoltà di Lingua straniera
- Hachiōji Campus(Hachiōji, Tokyo)